# Armstrong Whitworth A.W. 52
Dimensions
L'Armstrong Whitworth A.W. 52 est une aile volante expérimentale à profil laminaire britannique développée à la fin de la Seconde Guerre mondiale.

## Origine
La Spécification E.9/44 de l’Air Ministry portait en 1944 sur une aile volante pouvant servir de bombardier ou d’avion de transport commercial dont l’envergure serait de 36,6 m pour une masse d’environ 85 tonnes. John Lloyd comptait avec ce programme mettre en application les recherches effectuées chez Armstrong-Whitworth sur l’écoulement laminaire depuis mai 1942. Par prudence il fut décidé de réaliser dans un premier temps un planeur à échelle 1/3. La guerre s’acheva avant que le programme soit mené à terme, mais la réalisation du planeur ayant été lancée, les travaux se poursuivirent. 

## Le planeur A.W. 52G
Planeur (G pour Glider, planeur en anglais) biplace de recherches aérodynamiques, construit essentiellement en bois. Le contrôle latéral et directionnel de l’appareil étant assuré par des ailerons conventionnels occupant les 2/3 externes du bord de fuite, précédés par des volets d’extrados d’égale envergure et des surfaces verticales coiffant la voilure. Un important aileron à fente central assurait le contrôle en profondeur. On trouvait à la base de chaque dérive un parachute destiné à faciliter la sortie de vrille et des pièges de couche limite étaient installés devant les ailerons. 
Les premiers vols remorqués eurent lieu le 2 mars 1945, confirmant les calculs. 

## Un programme décevant
Les essais du planeur A.W. 52G s’étant révélés satisfaisants, le Ministry of Supply donna son feu vert en 1945 pour la réalisation de 2 prototypes motorisés A.W. 52 à échelle ¾ du futur bombardier, dont le programme était cependant annulé. Pour donner une certaine consistance au programme auprès des contribuables il fut mis en avant que le futur appareil pourrait transporter 2 000 kg de poste ! Équipé de deux réacteurs Rolls-Royce Nene encadrant le poste de pilotage pressurisé, le premier prototype [TS363] effectua son premier vol le 13 novembre 1947, piloté par E.G. Franklin, chef pilote d’essais du constructeur. Le second, doté de réacteurs Rolls-Royce Derwent [TS368], suivit le 1er septembre 1948. Le programme fut une très couteuse source de désenchantements : on dut effacer les marques de nationalité sur la voilure car elles affectaient l’écoulement de l’air sur le profil laminaire, une mouche écrasée sur le bord d’attaque causait les mêmes problèmes, et des problèmes de stabilité à haute vitesse, qui ne furent jamais résolus, contraignirent à limiter la vitesse à 460 km/h, bien que l’un des deux prototypes ait été chronométré à 800 km/h. L’appareil était extrêmement sensible aux commandes et les phases de décollage et atterrissage nécessitaient des distances de roulage particulièrement longues. Pour finir le premier prototype s’écrasa le 30 mai 1949, ce qui donna au pilote, John Lancaster, l’opportunité d’être le premier pilote en Grande-Bretagne à utiliser son siège éjectable, un Martin-Baker Mk 1, pour échapper à la mort. Le second prototype fut versé au RAE de Farnborough et finalement démoli en mai 1954.